# Les Deux Saisons de la vie
Pour plus de détails, voir Fiche technique et Distribution.
Les Deux Saisons de la vie est un mélodrame belge de Samy Pavel sorti en 1972. C'est le premier long métrage de son réalisateur.

## Fiche technique
- Titre original français : Les Deux Saisons de la vie[1]
- Titre flamand : Twee seizoenen van het leven
- Réalisateur : Samy Pavel assisté de Jacques Laurent
- Scénario : Samy Pavel, Catherine Alcover
- Photographie : Giuseppe Pinori (it)
- Montage : Roberto Perpignani (it)
- Musique : Ennio Morricone
- Décors et costumes : Claude Matossian
- Production : Leonardo Bercovici, Lew Wasserman, Milton Rackmil, Edward Muhl
- Sociétés de production : Les Productions de l'Aube
- Pays de production :  Belgique
- Langue originale : français
- Format : Couleur par Eastmancolor - Son mono - 35 mm
- Durée : 90 minutes
- Genre : Drame de l'adolescence
- Dates de sortie :
  - Italie : septembre 1972
  - France : 5 février 1975[1]

## Distribution
- Samy Pavel : Le compositeur
- Stéphane Guss : L'enfant
- Jean Ludow : Le père
- Catherine Alcover : La seconde mère
- Nathalie Dalyan : La mère morte
- Joseph Decateuw
- Renaud Jeanmart
- Michèle Sand
- Christian Hut
- Serge Spira
- François-Xavier Jeanmart
- Michel Verhulst
- Daniel Mertens
- Pierre Milhet